# The Sound of Revenge
Albums de Chamillionaire
Ultimate Victory
(2007)
Singles
1. Turn It Up
Sortie : 3 septembre 2005
2. Ridin'
Sortie : 12 janvier 2006
3. Grown and Sexy
Sortie : 31 juillet 2006

The Sound of Revenge est le premier album studio de Chamillionaire, sorti le 22 novembre 2005.
Produit par de nombreux producteurs de renom comme Scott Storch, Mannie Fresh, Cool & Dre, Play-N-Skillz, cet opus comprend les apparitions de Lil' Flip, Lil Wayne, Rasaq, Natalie Alvarado, Krayzie Bone, Bun B, Scarface et Pastor Troy.
Cet album est également sorti en chopped and screwed mixé par OG Ron C.
The Sound of Revenge s'est classé 2e au Top R&B/Hip-Hop Albums et 10e au Billboard 200 et a été certifié disque de platine par la Recording Industry Association of America (RIAA) le 17 mai 2006.
Chamillionaire et Krayzie Bone ont remporté, en 2006, le Grammy Award de la « meilleure interprétation par un duo ou un groupe de rap » pour la chanson Ridin'.

## Liste des titres
| No  | Titre                                                                                  | Contient un (des) sample(s) de                           | Durée |
| --- | -------------------------------------------------------------------------------------- | -------------------------------------------------------- | ----- |
| 1.  | The Sound of Revenge (Intro) (Produit par The Beat Bullies)                            |                                                          | 3:18  |
| 2.  | In the Trunk (Produit par Hardley Division)                                            |                                                          | 4:38  |
| 3.  | Turn It Up (featuring Lil' Flip – Produit par Scott Storch)                            |                                                          | 4:34  |
| 4.  | Ridin' (featuring Krayzie Bone – Produit par Play-N-Skillz)                            |                                                          | 5:03  |
| 5.  | No Snitchin' (featuring Bun B – Produit par Cool & Dre)                                |                                                          | 4:32  |
| 6.  | Southern Takeover (featuring Killer Mike & Pastor Troy – Produit par The Beat Bullies) |                                                          | 5:17  |
| 7.  | Radio Interruption (Produit par The Beat Bullies)                                      |                                                          | 3:27  |
| 8.  | Frontin' (Produit par Happy Perez)                                                     |                                                          | 4:10  |
| 9.  | Grown and Sexy (Produit par The Beat Bullies)                                          |                                                          | 4:03  |
| 10. | Think I'm Crazy (featuring Natalie – Produit par The Beat Bullies)                     | Everything for Free de K's Choice                        | 5:03  |
| 11. | Rain (featuring Scarface et Billy Cook – Produit par Sol Messiah)                      |                                                          | 5:11  |
| 12. | Picture Perfect (featuring Bun B – Produit par Sol Messiah)                            | Ain't I Been Good to You (Part 1 & 2) des Isley Brothers | 4:48  |
| 13. | Fly as the Sky (featuring Lil Wayne et Rasaq – Produit par Mannie Fresh)               |                                                          | 4:58  |
| 14. | Peepin' Me (Produit par The Beat Bullies)                                              |                                                          | 4:21  |
| 15. | Void in My Life (Produit par Twinzbeatz)                                               | Do What You Do de Jermaine Jackson                       | 4:40  |
| 16. | Outro (Produit par Sean Blaze)                                                         |                                                          | 3:06  |

| 17. | Turn It Up (Remix) (featuring E.S.G., Lil' O et H.A.W.K – Produit par Scott Storch) | 5:08 |
| 18. | Grind Time (Produit par Da Riffs)                                                   | 3:24 |
| 19. | Rider (Produit par Happy Perez)                                                     | 4:01 |
| 20. | Hate in Ya Eyes (Produit par Scott Storch)                                          | 3:40 |
| 21. | Bad Guy (Produit par Twinzbeatz and Thundertrax)                                    | 3:55 |